# Pulsatile Ausschüttung
Als pulsatile Ausschüttung (auch pulsatile Sekretion oder pulsatorische Ausschüttung) wird ein biochemisches Phänomen bezeichnet, das in einer Vielzahl an Zelltypen und Geweben stattfindet, wenn chemische Substanzen in einem regelmäßigen zeitlichen Muster ausgeschüttet werden. Meistens handelt es sich dabei um interzelluläre Signalisierungsmoleküle wie Hormone oder Neurotransmitter. Beispiele für Hormone, die pulsatil freigesetzt werden, sind Insulin, Thyreotropin, TRH, GnRH und Wachstumshormon. Im Nervensystem wird pulsatiles Verhalten z. B. in der oszillatorischen Aktivität zentraler Mustergeneratoren beobachtet. Im Herzen sind Schrittmacherzellen in der Lage zu pulsatiler Aktion und Sekretion.
Bei vielen Hormonen ist ein pulsatiles Sekretionsmuster von entscheidender Bedeutung für die Erhaltung einer kritischen homöostatischen Balance, die für wichtige Lebensprozesse, z. B. in der Ontogenese und Reproduktion, notwendig ist. Variationen der Konzentration mit einer bestimmten Frequenz können relevant für die Funktion von Hormonen sein. Ein Beispiel sind GnRH-Agonisten, die trotz ihrer agonistischen Wirkung zu einer funktionellen Hemmung durch Herabregulation des GnRH-Rezeptors als Folge der tonischen Stimulation führen. Eine der Funktionen der Pulsatilität dürfte daher in der Sensibilisierung der Zielgewebe für das betreffende Hormon durch Heraufregulation von Rezeptoren liegen.
Eine pulsatile Sekretion wird u. a. beobachtet bei:
- gondadotropen Hormonen
- Glukokortikoiden
- Insulin
- Wachstumshormon
- Parathormon

## Neuroendokrine Pulsatilität
Die wichtigsten Steuerungszentren der Hormonfreisetzung liegen im Hypothalamus, insbesondere im Nucleus paraventricularis und im Nucleus arcuatus. Die zugehörigen Neurone projizieren zur Eminentia mediana, wo die von ihnen sezernieren Releasing-Hormone in ein Portalgefäßsystem, das den Hypothalamus mit der Hypophyse verbindet, sezerniert werden. In der Hypophyse stimulieren sie dann die Sekretion glandotroper Hormone. Man nimmt an, dass die episodische Sekretion aus der Hypophyse durch eine ähnliche pulsatile Sekretion der zugehörigen Releasing-Hormone aus dem Hypothalamus synchronisiert wird. Dies wird gestützt durch neuere Untersuchungen, die beobachtet haben, dass die Sekretion der Hormone LH und FSH ähnlichen Mustern wie dem des hypothalamischen Releasing-Hormons GnRH unterliegt.

## Luteinisierendes und follikelstimulierendes Hormon (HPG-Achse)
Das luteinisierende Hormon (LH) und das follikelstimulierende Hormon (FSH) werden von der Hypophyse nach Stimulation durch GnRH aus dem Portalgefäßsystem freigesetzt. Die pulsatile GnRH-Sekretion zieht eine pulsatile Freisetzung von FSH und LH nach sich, die im Rahmen von Regelkreisen geeignete Konzentrationen der biologischen wirksamen Geschlechtshormone wie Testosteron bei Männern oder Östradiol bei Frauen einstellen.

## ACTH und Glukokortikoide (HPA-Achse)
Auch Glukokortikoide, insbesondere Cortisol, werden in regelmäßigen Pulsen freigesetzt. Diese Pulse sind den bestehenden circadianen Rhythmen und der Freisetzung im Rahmen einer Stressantwort überlagert. Die ultradianen Rhythmen der Cortisolfreisetzung unterliegen dabei einer hohen Frequenz, wobei die Ausschüttung amplitudenmoduliert wird. Es wird angenommen, dass die beobachtete Pulsatilität von Glukokortikoiden und des zugehörigen Steuerhormons ACTH durch eine pulsatile Sekretion des Releasing-Hormons CRH hervorgerufen wird, allerdings ist die Datenlage aufgrund der Schwierigkeit, die notwendigen Messungen durchzuführen, noch begrenzt.

## TSH und Schilddrüsenhormone (HPT-Achse)

Zirkadiane und ultradiane Rhythmen der TSH-Konzentration. Simulierte Zeitreihe, generiert mit SimThyr.

Das Sekretionsmuster des Thyreotropins (TSH) ist geprägt von infradianen, circadianen und ultradianen Rhythmen. Infradiane Rhythmen bilden sich insbesondere in einer circannualen Variation, welche die Saisonalität der Schilddrüsenfunktion widerspiegelt, ab. Die zirkadianen Rhythmen sind von einer maximalen Sekretion (Akrophase) gegen Mitternacht und einer Nadir-Konzentration in der Mittagszeit und am frühen Nachmittag gekennzeichnet. Ein ähnliches Muster zeichnet die Trijodthyronin- (T3-) Konzentration aus, allerdings ist hier die Phase verschoben. Eine pulsatile Freisetzung trägt zum ultradianen Rhythmus der TSH-Konzentration mit ca. 10 Pulsen pro 24 Stunden bei. Die Amplitude der circadianen und ultradianen TSH-Rhythmen ist bei schwerem Non-Thyroidal-Illness-Syndrom (TACITUS) reduziert.
Nach neueren Theorien könnten autokrine und parakrine Rückkoppelungs-Mechanismen (Ultrashort Feedback) der TSH-Sekretion im Hypophysenvorderlappen eine entscheidende Rolle für die Genese der Pulsatilität spielen.

## Insulin

Die Insulinfreisetzung aus Langerhansschen Inseln geschieht in einem pulsatilen Muster mit einer Periode von ca. 3–6 Minuten.

Auch Insulin wird pulsatil freigesetzt. Es wird angenommen, dass die ultradiane Rhythmik durch Oszillationen der intrazellulären Calciumkonzentration in den Betazellen des Pankreas hervorgerufen wird. Es wurde beobachtet, dass die Frequenz sekretorischer Pulse von Betazellen außerhalb von Langerhansschen Inseln sehr variabel ist (2 bis 10 Minuten). Innerhalb einer Insel synchronisieren sich die Betazellen dagegen über elektrische Koppelung durch Gap Junctions, so dass eine regelmäßigere Oszillationsfrequenz zwischen 3 und 6 Minuten entsteht. Die Koordination zwischen den Betazellen könnte darüber hinaus auch über ATP-Signalisierung erfolgen. Auch α- und δ-Zellen im Pankreas sind zu einer pulsatilen Sekretion in der Lage.